# Classe Napoléon
Pour les articles homonymes, voir Napoléon (homonymie).
La classe Napoléon est un type tardif de navires de ligne de 90 canons de la Marine impériale de Napoléon III, et le premier type de navire de la ligne conçu dès le départ pour incorporer une machine à vapeur.

## Construction
Conçu par l'ingénieur Henri Dupuy de Lôme, le prototype Napoléon affiche des performances si exceptionnelles lors de ses essais qu'une série de production est immédiatement commandée, donnant la sous-classe Algésiras. De plus, la construction des deux navires de classe Bretagne de 130 canons est interrompue : Desaix, dont la construction vient à peine de commencer, est purement et simplement annulée et remplacée par l'Arcole, tandis que la Bretagne est démantelée et entièrement reconstruite selon les principes annoncés par Napoléon. D'autres améliorations du type Algésiras donneront la sous-classe Ville de Nantes.

## Des navires de 2e ou 3e rang?
Les « navires de ligne rapides » de la classe Napoléon sont initialement considérés comme de 3e rang, derrière les navires de premier rang de 120 canons de la classe Océan et du Valmy et les navires de 100 canons de 2e rang de la classe Hercule, et à égalité avec les 90 canons de la classe Suffren. Cependant, dans la pratique, la plupart des navires des classes Hercule et Suffren sont transformés en navire à la vapeur et la voile, perdant dix canons, ce qui en faisait des navires à vapeur de 90 et 80 canons respectivement. 
La classe Napoléon est ainsi rapidement promue au rang de navires de 2e rang, reflétant également le statut que lui confèrent ses performances nautiques.

## Navires de ligne de la classe Napoléon
- Napoléon, 90 canons (lancé le 16 mai 1850 à Toulon) - Déclassé en 1876.

Sous-classe Algésiras
- Algésiras, 90 canons (lancé le 4 octobre 1855 à Toulon) - Transport en 1869.
- Arcole, 90 canons (lancé le 20 mars 1855 à Cherbourg) - Déclassé en 1870.
- Redoutable, 90 canons (lancé le 25 octobre 1855 à Rochefort) - Déclassé en 1869.
- Impérial, 90 canons (lancé le 15 septembre 1856 à Brest) - Transformé en ponton en1869.
- Intrépide, 90 canons (lancé le 17 septembre 1864 à Rochefort) - Déclassé en 1889.

Sous-classe Ville de Nantes
- Ville de Nantes, 90 canons (lancé le 7 août 1858 à Cherbourg) - Déclassé en 1872.
- Ville de Bordeaux, 90 canons (lancé le 21 mai 1860 à Lorient) - Déclassé en 1879.
- Ville de Lyon, 90 canons (lancé le 26 février 1861 à Brest) - Radié en 1883.